# Юриспруденция
Юриспрудèнция (латински iurisprudentia) е теория и философия на правото; както и наука за правото и съвкупност от всички правни науки.
В тази област работят изследователи на юриспруденцията, правните теоретици, правни философи; социални теоретици на правото, които анализират „природата на правото“, правното мислене, правните системи и правните институции.
Модерната юриспруденция започва през 18 век и се фокусира върху основните принципи на естественото право, гражданското право и правото на народите.
Юриспруденцията може да се разглежда в няколко основни категории според типа въпроси, на които учените се опитват да отговорят или типа юриспруденция или школи на мисълта, които търсят най-добрите отговори на тези въпроси.
Съвременната философия на правото, която се занимава с общата юриспруденция разглежда тези проблеми най-общо в две групи:
1) Вътрешни проблеми на правото и правните системи като такива.
2) Проблеми на правото като специфична социална институция и нейните връзки с по-мащабната политическа и социална ситуация, в която то се развива.
Отговори на тези въпроси дават четирите основни школи на мисълта в общата юриспруденция:
- Естествено право
- Правен позитивизъм
- Правен реализъм
- Критически правни изследвания

## Етимология и употреба
Терминът произлиза от латинското iurisprudentia (jus, „на правото / закона“ + prudentia, „знание, предвиждане“ – „наука за правото“ ) – мненията на римските юристи по правни въпроси и прилагането на правни норми в практиката . Юриспруденцията в Древен Рим не се изгражда от съдебните актове, а от консултациите и тълкуванията на римските юристи.
В понятието за юриспруденция в зависимост от възприетата правна система може да се влага различен смисъл. 
В англосаксонската правна система базирана на общото право на прецедента (страните от Британската общност, САЩ) под юриспруденция се разбира правната наука (виж и правна доктрина).
Юристите в романската правна система разбират под юриспруденция съдебната практика.
В страните изградили пандектна система под юриспруденция се разбира втората част от Корпус юрис цивилис.

## История на юриспруденцията
Елементи от юриспруденцията възникват още с формирането на държавата и правото. Някои учения за правото били включени в системата на общото образование още в древността. Първоначално те са съпътствани от религиозни знания и философия. Например в Индия правото на брамините се свързвало с религиозен култ и ги изучавали заедно. В Израел правото се изучавало по законите на Моисесй. В Древна Гърция стоиците преподавали съдебна реторика.
Постепенно юриспруденцията се обособява като самостоятелна учебна дисциплина и в Древен Рим вече може да се говори за наличието на определена система на юридическо образование.
Едва през III в. пр.н.е., след като правото загубва тайния си характер, юриспруденцията престава да е монопол на понтифексите, но до времето на Август, тя е основно у сенаторското съсловие.
Икономическият преход налага и промени в тълкуването на нормите, тъй като не било вече изгодно да се пригаждат старите формули към новите обществени отношения. С това идва и признаването от принцепса на ius publice respondendi. Според Закона за цитиранията по времето на Домината произведенията на признатите римски юристи имали силата на закон като се отчитало количеството твърдения в определена посока.
Консултациите на юриста не са задължително в интерес на този, който се консултира, но са безплатни – honorarum.